# 12人のパパ
『12人のパパ』（Cheaper by the Dozen）は、2003年のアメリカ映画。フランク・B・ギルブレス・Jrとアーネスティン・ギルブレス・ケイリーの自伝的小説『愉快な家族』（1948年）の映画化作品『一ダースなら安くなる』（1950年）のリメイクである。日本での映画館公開はない。
北米3298館で公開され、初週末3日間で約2750万ドルを稼ぎ、2週目の『ロード・オブ・ザ・リング/王の帰還』に次いで初登場2位となった。

## 物語
イリノイ州に住むトム（スティーヴ・マーティン）は妻と12人の子供たちと暮らしていた。だがあるとき、仕事の都合で妻と離れて暮らすことになり、トムは12人の子供たちを一人で仕切ることになる。

## キャスト
| 役名                   | 俳優                                      | 日本語吹替   |
| ---------------------- | ----------------------------------------- | ------------ |
| トム・ベーカー         | スティーヴ・マーティン                    | 屋良有作     |
| ケイト・ベーカー       | ボニー・ハント                            | 小野洋子     |
| ノーラ・ベーカー       | パイパー・ペラーボ                        | 弓場沙織     |
| チャーリー・ベーカー   | トム・ウェリング                          | 竹若拓磨     |
| ロレイン・ベーカー     | ヒラリー・ダフ                            | 小笠原亜里沙 |
| ヘンリー・ベーカー     | ケヴィン・G・シュミット                   | 入野自由     |
| サラ・ベーカー         | アリソン・ストーナー                      |              |
| ジェイク・ベーカー     | ジェイコブ・スミス                        |              |
| キム・ベーカー         | モーガン・ヨーク                          |              |
| マーク・ベーカー       | フォレスト・ランディス                    | 池田恭祐     |
| ジェシカ・ベーカー     | リリアナ・マミー                          |              |
| ディラン・シェンク     | スティーブン・アンソニー・ローレンス      | 内山昂輝     |
| ティナ・シェンク       | ポーラ・マーシャル                        | 坪井木の実   |
| ビル・シェンク         | アラン・ラック                            |              |
| シェイク               | リチャード・ジェンキンス                  | 有本欽隆     |
| ニック・ゲルハルド     | ホームズ・オズボーン                      |              |
| ダイアナ・フィリップス | ヴァネッサ・ベル・キャロウェイ            | 津田真澄     |
| コーチ・ブリッカー     | レックス・リン                            | 長克巳       |
| アシスタントコーチ     | デヴィッド・ケルシー                      |              |
| ハンク                 | アシュトン・カッチャー （ノンクレジット） | 小森創介     |
| チャーリーの同級生     | ジャレッド・パダレッキ （ノンクレジット） |              |
| ベス                   | ティファニー・デュポン                    |              |
| 電気屋                 | ウェイン・ナイト                          | 石住昭彦     |
| レジス・フィルビン     | レジス・フィルビン                        | 村松康雄     |

- 日本語版その他出演：吉田考見、鈴木絢子、松田尚樹、千葉翔也、田谷隼、湊剛、みやざこ夏穂、原奈津季、楠見尚己、高瀬右光、田村聖子、蓮池龍三、前島貴志、風間勇刀、寺井沙織、新垣樽助

- 日本語版制作スタッフ　演出：中野洋志、翻訳：久保喜昭、制作：ACクリエイト

## 受賞・ノミネート
| 賞・映画祭                   | 部門                                                                  | 候補者                                    | 結果       |
| ---------------------------- | --------------------------------------------------------------------- | ----------------------------------------- | ---------- |
| キッズ・チョイス・アワード   | 男優賞                                                                | アシュトン・カッチャー                    | ノミネート |
| ゴールデンラズベリー賞       | 最低男優賞                                                            | アシュトン・カッチャー                    | ノミネート |
| ティーン・チョイス・アワード | Choice Breakout Movie Star - Male                                     | トム・ウェリング                          | ノミネート |
| ティーン・チョイス・アワード | Choice Movie Blush                                                    | ヒラリー・ダフ                            | ノミネート |
| ティーン・チョイス・アワード | Choice Movie Hissy Fit                                                | アシュトン・カッチャー                    | ノミネート |
| ティーン・チョイス・アワード | Choice Movie Liplock                                                  | パイパー・ペラーボ アシュトン・カッチャー | ノミネート |
| ヤング・アーティスト賞       | アンサンブル演技賞                                                    | アンサンブル演技賞                        | 受賞       |
| ヤング・アーティスト賞       | Best Performance in a Feature Film - Young Actor Age Ten or Younger   | フォレスト・ランディス                    | 受賞       |
| ヤング・アーティスト賞       | Best Performance in a Feature Film - Young Actress Age Ten or Younger | アリソン・ストーナー                      | ノミネート |